# (7934) Sinatra
(7934) Sinatra est un astéroïde de la ceinture principale.

## Description
(7934) Sinatra est un astéroïde de la ceinture principale. Il fut découvert par Eric Walter Elst le 26 septembre 1989 à l'observatoire de Haute-Provence. Il présente une orbite caractérisée par un demi-grand axe de 2,5752 UA, une excentricité de 0,1466 et une inclinaison de 7,8636° par rapport à l'écliptique.
Il fut nommé en hommage au chanteur et acteur américain Frank Sinatra.

## Compléments